# Walther PPS

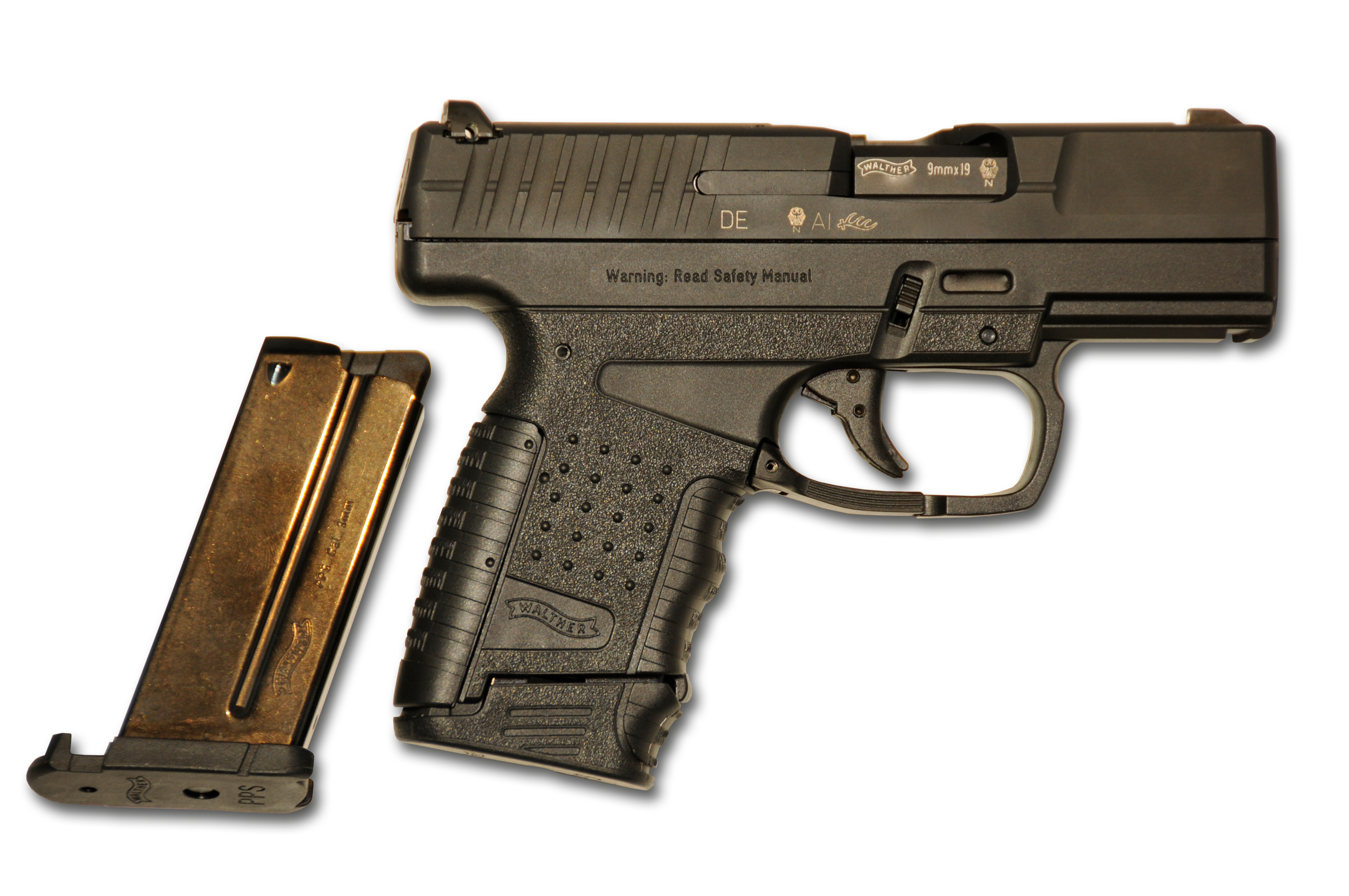
Walther PPS

Walther PPS (Police Pistol Slim) je samonabíjecí pistole, vyvinutá německou firmou Carl Walther GmbH, se sídlem v Ulmu, pro skryté nošení, tedy pro civilisty a neuniformované příslušníky ozbrojených složek. Poprvé byla předvedena v roce 2007. Se svým tenkým polymerovým rámem se podobá zbrani Walther PPK, ale technicky je mnohem více založena na typu Walther P99. 
Mechanismus zbraně je variantou systému známého jako Walther P99 Quick Action model. Tato konkrétní varianta se nazývá QuickSafe a hlavní vlastností této varianty je, že na rozdíl od modelu Quick Action vypne zbraň pro bezpečné skladování.

## Modely
Momentálně jsou uvedeny 3 modely pro velkoobchodní nákup. Jeden z nich je komorován v 9 mm Luger s číslem dílu WAWAP10001FC. Dalším je .40 S&W s číslem dílu WAWAP10002FC a třetí je "First Edition" 9 mm s číslem dílu WAWAP10003FC.

## Dostupnost
Walther USA vydala prohlášení o dostupnosti zbraní s názvem "Walther Begins Shipping PPS Pistols" ke dni 5. listopadu 2007. Toto prohlášení zní takto: "Smith & Wesson Corp., dnes oznámil, že zahájil nové námořní pistole Walther PPS 9 mm spolu s PPS First Edition model. Walther PPS budou také k dispozici v ráži .40 S&W. Očekává se, že dodávky začnou na začátku roku 2008."

## Technické údaje
- ráže: 9 mm Luger (samonabíjecí pistole )
- kapacita: 6/7/8 ran
- délka zbraně: 161 mm
- váha: 550 g
- miřidla: reflexní
- povrch: matně černý
- pojistka: Walther QuickSafe™
- rám: celoplastový s kovovými vodícími lištami